# Promajna
Promajna je mjesto u općini Baška Voda, u Splitsko-dalmatinskoj županiji, smješteno između naselja Bratuš na istoku i Baška Voda na zapadu. Naselje u cijelosti leži ispod Jadranske magistrale.
Prema popisu stanovništva iz 2011. godine, u Promajni živi 372 stanovnika.
Promajna je nastala u 17. stoljeću, kao naselje ribara i poljodjelaca. Naselje, koje karakterizira duga šljunčana plaža, ima oko tisuću turističkih ležaja u hotelskom i privatnom smještaju. Promajna ima i poštu, nekoliko restorana i kafića, koji većinom rade samo u turističkoj sezoni, kada se organiziraju prigodne zabavne priredbe, a povodom Dana domovinske zahvalnosti upriličuje se Ribarska večer. U mjestu je 2000. godine izgrađena i blagoslovljena crkva Svih svetih.
U Promajni je 1952. godine sniman film Hoja! Lero!.

## Stanovništvo
| broj stanovnika |       |       | 47    | 46    | 68    | 101   |       | 93    | 97    | 124   | 126   | 176   | 185   | 231   | 456   | 357   | 378   |
|                 | 1857. | 1869. | 1880. | 1890. | 1900. | 1910. | 1921. | 1931. | 1948. | 1953. | 1961. | 1971. | 1981. | 1991. | 2001. | 2011. | 2021. |

## Vanjske poveznice
- Promajna na stranici TZ Baška Voda  Arhivirana inačica izvorne stranice od 26. srpnja 2012. (Wayback Machine)
- Hoja! Lerо! u internetskoj bazi filmova IMDb-a